# Rhynchodontodes diagonalis
Rhynchodontodes diagonalis là một loài bướm đêm trong họ Erebidae.